# 七十 (明朝)
七十（?—?），蒙古族，明朝官员。
七十是元朝旧臣。通蒙古文文书。明成祖永乐年间，都指挥使李贤把他推荐给皇帝，他于是担任教习翻译。明仁宗洪熙元年（1425年）因为积年辛劳，他由吏部尚书蹇义上报，于是升任为鸿胪寺右丞。